# 受託人
受託人是指在法律或道德上與一方或多方當事人建立了信任關係的人。典型來講，受託人謹慎照看另一人的金錢或其它財產。比如，受託人，如股份制信託公司或銀行的信託部門的一方，接受信託委託人的委託，將信託資金妥善保管或進行投資。